# Ivan Scalfarotto
Ivan Scalfarotto (n. 16 august 1965, Pescara, Italia) este un politician italian.